# 제7대 뷰트 후작 존 크라이턴스튜어트
제7대 뷰트 후작 존 콜럼 크라이턴스튜어트(John Colum Crichton-Stuart, 7th Marquess of Bute)는 스코틀랜드의 귀족, 자동차 경주 선수이다. 부친 뷰트 후작 존 크라이턴스튜어트의 생애시절에는 덤프리스 백작(Earl of Dumfries), 존 뷰트(John Bute), 쟈니 덤프리스(Johnny Dumfries) 등으로 많이 불려왔다. 그레이트브리튼 왕국의 총리 존 스튜어트의 부계 직계후손이다.
| 전임 존 크라이턴스튜어트 | 그레이트브리튼의 뷰트 후작 1993년 - 2021년 | 후임 존 크라이턴스튜어트 |